# Thomas Armbrüster (Autor)
Thomas Armbrüster ist ein deutscher Fachjournalist. Er wohnt in Erding (Bayern).

## Wirken
Armbrüster war lange Jahre fester Redakteur der Macwelt. Heute arbeitet er als freier Autor. Er schreibt zu Themen rund um den Apple Macintosh und die Druckvorstufe. Seine Artikel erscheinen regelmäßig in den Monatsausgaben und Sonderheften der Computerfachzeitschrift Macwelt und in der Fachzeitschrift Publishing Praxis. Außerdem ist er seit vielen Jahren Autor von Fachbüchern zum Mac-OS-Betriebssystem und zum Layoutprogramm Quark XPress.

## Veröffentlichungen

### Fachbücher
- QuarkXPress: Zum Nachschlagen. Quark, 1996.
- QuarkXPress 5. Galileo Design, 2002, ISBN 978-3-934358-71-3.
- Mac OS X Panther 10.3: Einrichtung und Optimierung. Galileo Design, 2004, ISBN 978-3-89842-399-1.
- QuarkXPress 6: Grundlagen und Praxiswissen. Galileo Design, 2004, ISBN 978-3-89842-378-6.
- Mac OS X 10.4 Tiger. Galileo Design, 2005, ISBN 978-3-89842-834-7.
- QuarkXPress 7. Das Praxisbuch zum Lernen und Nachschlagen. Galileo Design, 2007, ISBN 978-3-89842-863-7.
- Mac OS X 10.5 Leopard: Einstieg in die Version 10.5. Galileo Design, 2008, ISBN 978-3-83621-006-5.
- Mac OS X 10.6 Snow Leopard: Inkl. iTunes und iPhoto '09. Galileo Design, 2009, ISBN 978-3-83621-387-5.
- Mac OS X 10.7 Lion: Für Einsteiger und Umsteiger. Galileo Design, 2012, ISBN 978-3-83621-799-6.

### Fachzeitschriften
seit 1994 Artikel in der Macwelt.
- Kostengünstig: Briefmarkenkataloge per Datenbank. In: Publishing Praxis. H. 10, 1999, Seite 56–58.
- Datenbankgestützte Katalogproduktion. In: Publishing Praxis. H. 1–2, 2006, Seite 20–24.